# 高雄申辦2036年夏季奧林匹克運動會構想
高雄申辦2036年奧林匹克運動會構想係指2021年8月18日高雄市議會總質詢時，民主進步黨籍議員陳致中對市長陳其邁提出的質詢內容，大意上是希望高雄市能積極爭取2036年夏季奧林匹克運動會主辦權。

## 舉辦賽會經驗
根據報導，陳致中以第八屆世界運動會為例，認為高雄市已具備申辦綜合性國際體育賽會的經驗與條件；申辦奧運，除了能升級基礎建設改善民眾生活品質、提升國際知名度，還能破除臺灣重北輕南的囹圄。陳其邁也在2005年代理高雄市市長時期就曾表示「論實力和知名度，臺灣申辦奧運非高雄莫屬。」
陳其邁答詢時回應，會極力爭取，表示姐妹市布里斯本申辦奧運成功，加深了高雄的雄心壯志。高雄的人口、歷史、文化皆不亞於布里斯本，也有辦理國際賽會的經驗，終有一日會讓主辦奧運的夢想實踐。
2005年，時任台北市市長候選人謝長廷提出台北奧運構想時就已被質疑財政、場館、選手等問題；台灣僅三度主辦綜合性國際體育賽會（2009年臺北聽奧、2009年高雄世運、2017年臺北世大運），又幾乎在臺北都會區，恐無法說服國際奧林匹克委員會（IOC）將主辦權交付位處南臺灣的高雄。

## 反應
網友對此構想多持負面評論，除了未舉辦過亞洲運動會就談申辦奧運是不自量力的批評之外，更有認為申奧是對城市財政太樂觀。

## 後續
臺北市、高雄市此前一度傳出有意爭取申辦2030年亞洲運動會但未果。下一個在臺灣主辦的綜合性國際體育賽事為2025年雙北世壯運，此後未見任何規劃。